# Örnamysten
Örnamysten är en sjö i Kungsbacka kommun i Halland och ingår i Kungsbackaån-Göta älvs kustområde.